# Światła wielkiego miasta
Światła wielkiego miasta – amerykański czarno-biały, niemy film Charliego Chaplina z 1931 r.

## Obsada
- Virginia Cherrill – niewidoma kwiaciarka
- Charles Chaplin – włóczęga Charlie
- Harry Myers – ekscentryczny milioner
- Florence Lee – babcia kwiaciarki
- Harry Ayer – policjant
- Al Ernest Garcia – Butler
- Hank Mann – bokser
- Tom Dempsey – bokser
- Victor Alexander – znokautowany bokser
- T.S. Alexander – doktor
- Jean Harlow – epizod

## Opis fabuły

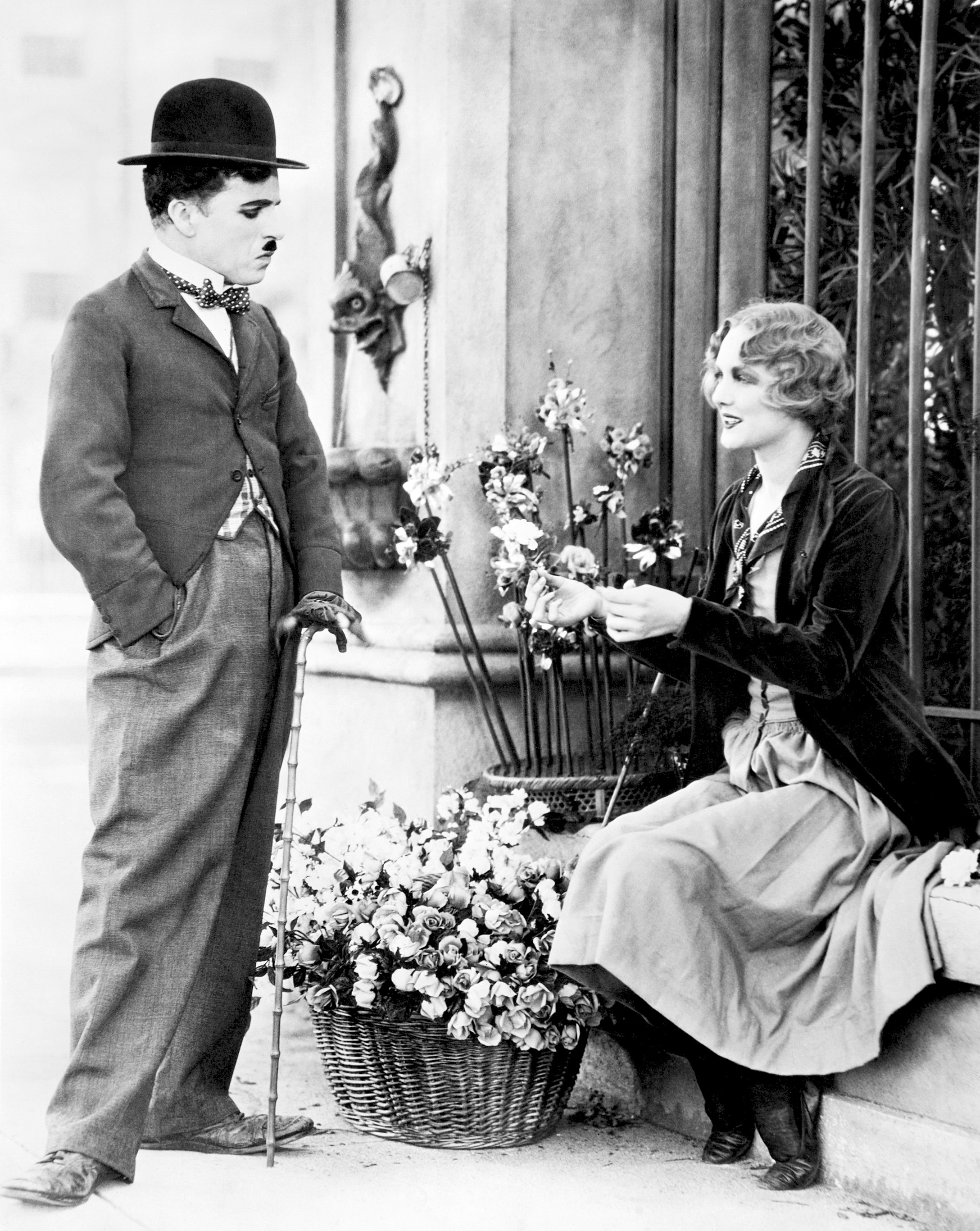
Scena z filmu

Film Chaplina opowiada o miłości między niewidomą kwiaciarką a „eleganckim trampem” – ulubioną postacią Chaplina. Tramp pragnie zebrać pieniądze na operację oczu ukochanej. Ma szczęście, gdyż ratuje on bogatego jegomościa (pragnącego popełnić samobójstwo), który za to go pokochał, i dostaje od niego pieniądze. Jednak okazuje się, że w mieszkaniu są złodzieje. Tramp dzwoni na policję, ale złodzieje uciekają, ogłuszając bogacza. Gdy przyjeżdża policja, tramp zostaje zatrzymany, gdyż jego kolega zapomina, kim on jest. Wyrywa się jednak i ucieka z pieniędzmi. Daje je dziewczynie. Chwilę potem zostaje złapany przez policję. Po wyjściu z więzienia, włóczęga spotyka ukochaną, która odzyskała wzrok.